# Малавия, Мадан Мохан
Мадан Мохан Малавия (25 декабря 1861 — 12 ноября 1946) — индийский общественный деятель. Неоднократно занимал пост президента Индийского национального конгресса. Также известен как Пандит Мадан Мохан Малавия и Махамана.

## Биография
Мадан Мохан Малавия родился 25 декабря 1861 года в Аллахабаде. Его отец владел санскритом. В 1879 году окончил центральный колледж Мьюра, на базе которого позже будет создан Аллахабадский университет. В 1916 году Малавия основал Бенаресский индуистский университет, в настоящее время в нём учится около 35 тысяч студентов, он является одним из крупнейших университетов мира. Также в 1919—1938 годах Малавия являлся вице-председателем этого университета.
Малавия является основателем скаутского движения в Индии и учредителем англоязычной индийской газеты «The Leader», публикующейся с 1909 года. В 1924—1946 годах Мадан Малавия управлял газетой «Hindustan Times», именно благодаря Мадану Мохану Малавии было открыто хиндиязычное издание «Hindustan Dainik».